# 白真勳
白真勳（日语：白眞勲、韓語：、1958年12月8日—）是日本政治人物，朝鮮族。現為參議院議員，曾任內閣府副大臣。

## 生平
1958年出生於東京，父親為出身於慶尚北道的韓國人，母親為日本人。1985年在日本大學取得工學碩士學位後進入朝鮮日報工作，1994年起擔任朝鮮日報日本分社社長。
2003年歸化入日本籍。
2004年辭職後受菅直人邀請加入民主黨，並在比例區成功當選參議院議員，是首位韓國裔議員。。
2016年時再度連任。（東日本較高，西日本較低）。
2018年5月7日離開民進黨，加入立憲民主黨。
他在選舉過程中受到在日本大韓民国民團的公開支持，並且其本人支持擁有永住權的外國人獲得地方級別的參政權。
在2022年（令和4）第26届参议院的普通选举中，他作为宪法民主党的候选人从比例选区参选。怀特在20名比例候选人中排名第8位，低于该党的比例7个席位，并失去了亚军选举。

## 著作

### 圖書
- 白眞勲. . 真田幸光(對談). 花傳社(出版) 共榮書房(發售). 2016-01-25. ISBN 978-4-7634-0766-5.